# SP-167
A SP-167 é uma rodovia transversal do estado de São Paulo, administrada pelo Departamento de Estradas de Rodagem do Estado de São Paulo (DER-SP).

## Denominações
Recebe as seguintes denominações em seu trajeto:
Nome:	Nagib Chaib, Deputado, Rodovia
- De - até:	Mogi Mirim - Mogi Guaçu
- Legislação: LEI 9.712 DE 07/07/97

## Descrição
Principais pontos de passagem: Mogi Mirim - Mogi Guaçu

## Características

### Extensão
- Km Inicial: 0,000
- Km Final: 9,720

### Localidades atendidas

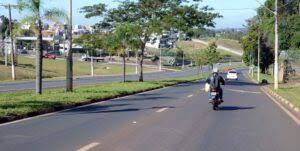
Trecho da SP-167 em Mogi Mirim.

- Mogi Mirim
- Mogi Guaçu

### Duplicação
É totalmente pavimentada e tem 3,34 km de pista duplicada.